# Communauté de communes de la Puisaye Fargeaulaise
La communauté de communes de la Puisaye fargeaulaise est une ancienne communauté de communes française, située dans le département de l'Yonne et la région Bourgogne.
Elle fusionne le 1er janvier 2013 avec les communautés de communes du Toucycois et du canton de Bléneau à l'intérieur de la communauté de communes Cœur de Puisaye.

## Composition
Elle regroupe à sa disparition 5 communes :
| Nom                     | Code Insee | Gentilé     | Superficie (km2) | Population (dernière pop. légale) | Densité (hab./km2) |
| ----------------------- | ---------- | ----------- | ---------------- | --------------------------------- | ------------------ |
| Saint-Fargeau (siège)   | 89344      | Fargeaulais | 67,20            | 1 648 (2014)                      | 25                 |
| Lavau                   | 89220      |             | 55,06            | 482 (2014)                        | 8,8                |
| Mézilles                | 89254      | Mézillois   | 52,42            | 589 (2014)                        | 11                 |
| Ronchères               | 89325      |             | 11,33            | 100 (2014)                        | 8,8                |
| Saint-Martin-des-Champs | 89352      |             | 34,22            | 302 (2014)                        | 8,8                |